# Tuc de Sarrahèra
El Tuc de Sarrahèra és una muntanya de 2.634 metres que es troba entre els municipis de Naut Aran i de Vielha e Mijaran, a la comarca de la Vall d'Aran. Forma part de la Sèrra de Rius. Del Tuc surt una carena en direcció Nord que l'enllaça amb el pic Labada de Sarrahèra (2.500,70 metres).
Al vessant occidental del Tuc de Sarrahèra es troba el Lac Redon, mentre que en el vessant oriental es troba el Lac de Rius.
Aquest cim està inclòs al llistat dels 100 cims de la FEEC